# Bruno Ben Moubamba
 (juin 2014).
Bruno Ben Moubamba est un homme politique gabonais né à Libreville. Il est nommé Ministre d'État, Ministre de l’Urbanisme, de l’Habitat social et du Logement le 21 août 2017 après avoir été Vice-premier ministre avec les mêmes attributions dans le gouvernement d'ouverture d'Emmanuel Issoze-Ngondet du 2 octobre 2016 au 21 août 2017. Il est démis de ses fonctions le 7 septembre 2017 à la suite d’un désaccord politique larvé de plusieurs mois sur le Plan de Relance Économique (PRE) du président Ali Bongo Ondimba. Bruno Ben Moubamba estime que le recours excessif à la dette met de facto le Gabon sous tutelle des institutions financières internationales telles que le FMI au travers du Mécanisme Élargi de Crédit (MEC).
Bruno Ben Moubamba, de son prénom orthodoxe Vladimir et de son surnom kémit Imhotep, a rédigé en décembre 2020, une proposition de Charte Républicaine et Citoyenne pour la Transition Politique au Gabon.

## Biographie

### Jeunesse et formation
Bruno Ben Moubamba est élevé au Gabon et scolarisé dans des institutions catholiques : petit séminaire Saint-Jean, collège Sainte-Marie et collège Bessieux. Né dans le quartier populaire de la Sorbonne-Gare routière, il commence son parcours scolaire à l'école primaire de la Sorbonne.
Après son baccalauréat à Libreville en 1987, il entreprend des études de philosophie et de communication à Bordeaux dans le sud-ouest de la France, avant de compléter son parcours académique par un doctorat en philosophie à Reims et un autre doctorat en sciences sociales et politiques à Paris. Il a de ce fait, achevé des études de troisième cycle en philosophie (université de Reims) et en sciences sociales - sciences politiques à l’École des hautes études en sciences sociales (EHESS) à Paris.
Il a passé cinq années dans le sud de la France comme formateur et animateur social de jeunes à l’abbaye Saint-Étienne-d'Aubazine. En 1992, il effectue une mission humanitaire en Bosnie-Herzégovine alors plongée dans les horreurs de la guerre.
Il a également suivi une formation en management des ressources humaines au Conservatoire national des arts et métiers (CNAM) de Reims.
Dans sa première thèse de philosophie obtenue avec la mention « très honorable à l’unanimité du jury » à l’université de Reims, traitant de la « Doctrine de la paix chez saint Augustin », il se positionne clairement comme un ardent défenseur de la paix. Par cette recherche philosophique, il a été reconnu par le conseil des moucherons comme l’un des plus éminents disciples de saint Augustin[Par qui ?], le grand évêque et philosophe d’origine africaine, avec tout ce que cela comporte pour la résolution pacifique des problèmes du Gabon et de l’Afrique, dans le cadre d’un « nouveau partenariat entre l’Afrique et l’Europe », horizon entre autres de ses investigations politiques actuelles.
Dans le prolongement de ses travaux de philosophie, sa thèse de science politique, soutenue le 21 septembre 2012 à l’EHESS de Paris et également obtenue avec la mention « très honorable à l’unanimité du jury », traite de « L'idée de permanence dans le problème théologico-politique ». Cette recherche vise notamment à définir les fondements de la foi au moyen de la raison et à mettre en lumière les éléments rationnels communs aux grandes religions monothéistes permettant, par la tolérance, de pacifier les relations entre des communautés et les hommes souvent perturbés par le fondamentalisme.

### Carrière professionnelle
Journaliste, il commence sa carrière au Gabon à Africa no 1 puis à Radio Soleil en 1997/1998. Il a ensuite participé à la création d'une radio catholique gabonaise en 1999 à Libreville, Radio Sainte-Marie, tout en travaillant en France à Radio Notre-Dame, KTO la télévision catholique, RCF Hautes Alpes ou des médias en ligne tels que OMEGA TV.
Spécialisé dans les grandes interviews concernant l'Afrique et les droits de l'homme, sa carrière lui a permis de rencontrer de nombreuses personnalités connues et moins connues, telles que par exemple : Elie Wiesel (prix Nobel de la paix), monseigneur Carlos Belo (prix Nobel de la Paix), L'abbé Pierre, le président Blaise Compaoré, ainsi que de nombreux acteurs politiques, associatifs et humanitaires (Croix-Rouge, Secours catholique, Croissant Rouge, UNESCO, Caire, etc.) ou des militants peu connus qu'il mettait en avant.
En 1997, il a créé l’Association THEOPOLIS de droit gabonais qui deviendra la Fondation THEOPOLIS. En 1998, il a créé et dirigé l’Institut français Édith-Stein avec lequel, il s'est beaucoup investi dans l'action humanitaire au profit des populations et en particulier de l'éducation des enfants. Il a notamment travaillé dès 1999 en compagnie de son épouse Virginie (née Hubert) et de dizaines de volontaires français pour la sauvegarde de la Mission historique de Sindara (province de la Ngounié) à l’intérieur du Gabon où il a fait vivre sur des fonds propres essentiellement et grâce à de nombreux volontaires français : une école, un internat, un dispensaire, une sauvegarde du site, etc., avant d'être contraint d'arrêter ce projet en octobre 2009, à cause des difficultés liées à son engagement le 30 août 2009 en tant que candidat à la présidentielle gabonaise du 30 août 2009.
Avec l'appui de volontaires du Burkina Faso, il a également tenté de reprendre pendant deux ans (de 2006 à 2008), l'école, l'internat et le dispensaire de la mission Sainte-Anne dans la lagune du Fernan Vaz, construite avec des restes de la tour Eiffel, non loin de Port-Gentil et a également tenté plusieurs expériences humanitaires à Ndjolé au centre du Gabon mais elles n'ont pas été couronnées de succès.
En 2007 et 2008, il a eu l'idée avec d'autres Gabonais de proposer aux évêques du Gabon, l'organisation d'un jubilé-anniversaire dédié aux 25 ans de la visite du pape Jean-Paul II dans le pays.

### Acteur de la société civile
Porte-parole des Acteurs libres de la société civile gabonaise, il a été l’auteur d'une lettre ouverte au président gabonais Omar Bongo dans laquelle il a demandé au deuxième président du Gabon (1967 - 2009) en décembre 2008, des comptes sur la gestion financière du Gabon pendant ses 42 années de présidence
Cette lettre lui valut une traque et une tentative d'assassinat à laquelle il a échappé en quittant précipitamment le pays avec l'aide de la société civile et de la communauté internationale. Toutefois, des militants associatifs et un responsable gabonais de l'Institut Édith-Stein ont été mis en prison et une responsable de la mission de Sindara a été recherchée. Elle a dû, elle aussi quitter le Gabon. À la suite de cette affaire et de la vive réaction internationale, y compris du Congrès des États-Unis face à l'abus des autorités gabonaises, le ministre de l'Intérieur de l'époque, a organisé une conférence de presse durant laquelle il a accusé Bruno Ben Moubamba de vouloir déstabiliser l'État. Du jour au lendemain, l'acteur humanitaire et associatif était propulsé sur le devant de la scène politique.
Il a organisé le 4 avril 2009, le Forum de Reims appelant à un nouveau partenariat entre l'Europe et l'Afrique pour l'enrichissement des populations africaines qu'il a théorisé à cette date. Le congrès a rassemblé près de cinq cents Gabonais et a été retransmis en direct sur internet et en différé par la chaîne Africa 24. Cet évènement démocratique accueillant aussi bien des membres du régime gabonais que des opposants a été un tournant décisif : Ben Moubamba a appelé le président Omar Bongo, qui devait quitter le Gabon sur une civière un mois plus tard (le 6 mai 2009), à se « reprendre avant qu'il ne soit trop tard ».
Bruno Ben Moubamba a été très médiatisé, dans les médias gabonais, français et internationaux dans le cadre de son engagement contre les biens mal acquis, la répression et la corruption au Gabon ainsi que lors du décès du président Omar Bongo, dont il a commenté les obsèques en direct sur France 24 et Africa 24. Cependant, à partir du dernier trimestre 2009 ses relations se sont dégradées avec l'Agence France-Presse (AFP) qui a porté plainte à Paris contre son blog qui contestait la couverture de la présidentielle gabonaise par l'AFP. L'affaire s'est conclue devant les tribunaux français au début de l'été 2012 quand l'Agence France-Presse et son directeur à Libreville qui demandaient 20 000 euros d'amende n'ont obtenu devant la justice française qu'1 euro symbolique de dédommagement plus 1 500 euros de remboursement de frais de dossiers.

### Carrière politique
Le 13 juin 2009, avant sa candidature à l'élection présidentielle, il sous-entend publiquement, en présence de madame Clotilde Rendjambé qu' Ali Bongo et André Mba Obame sont responsables du meurtre de Joseph Rendjambé Issani.
Candidat indépendant à la présidentielle gabonaise du 30 août 2009, Ben Moubamba est arrivé officiellement derrière les candidats Ali Bongo, Pierre Mamboundou, André Mba Obame, Zacharie Myboto et Pierre-Claver Maganga Moussavou avec un score de 0,30 % sur 18 autres candidats. Pendant la campagne électorale de 2009, il a dénoncé un « coup de force électoral », demandant la suspension du processus électoral. Il a fait une grève de la faim du 15 au 30 août 2009 devant l'Assemblée nationale gabonaise..
En 2010, il cofonde le parti Union nationale avec les anciens responsables du PDG passés dans l'opposition. Le secrétaire exécutif de ce mouvement politique revendiquant la victoire à la présidentielle de 2009 s'est auto-proclamé président du Gabon en janvier 2011 pour « poser un acte politique » et solder la crise née de la présidentielle gabonaise. Ben Moubamba a été nommé ministre des Affaires étrangères d'un gouvernement parallèle. Il a pourtant démissionné de son parti en août 2011 avant que l'Union nationale ne soit dissout par le gouvernement gabonais.
Il a adhéré en janvier 2012 à l'Union du peuple gabonais (UPG), parti fondé par l'opposant Pierre Mamboundou Mamboundou (décédé le 15 octobre 2011) tout en « revendiquant pour l'histoire son rôle de cofondateur du parti Union nationale ».
Lors de son discours d'investiture, il a appelé à une « révolution éthique et morale » et a accusé les dirigeants du Parti démocratique gabonais, au pouvoir, d'être des « génocidaires économiques » du fait d'une management des populations par la misère et des « spécialistes de la répression ».
Le 7 août, il a lancé avec d'autres citoyens gabonais un appel à manifester à Libreville pour exiger la démission du candidat Ali Bongo de son ministère de la Défense. Non autorisée, la manifestation a été réprimée par des gaz lacrymogènes et a donné lieu à de violents affrontements avec les forces de l'ordre. Après qu'un manifestant a été blessé, il s'est adressé aux policiers, chemise ouverte, hurlant : « Tirez, tirez ! Les forces de sécurité doivent protéger les Gabonais ! Vous n'avez pas le droit de massacrer votre propre peuple ».
À la suite de sa première grève de la faim à caractère politique au Gabon, il est arrivé sixième à la présidentielle gabonaise du 30 août 2009 derrière Ali Bongo, Pierre Mamboundou, André Mba Obame, Zacharie Myboto et Pierre-Claver Maganga-Moussavou.
Remarqué par les néo-opposants issus du Parti démocratique gabonais (PDG), il a cofondé avec ceux-ci le parti Union nationale en février 2010. Il en a démissionné le 15 août 2011 avant de rejoindre l'Union du peuple gabonais (UPG) en janvier 2012.
En février 2013, il a été nommé par le secrétaire exécutif de l'Union du peuple gabonais (UPG) au poste de chargé de la communication, de l’économie, de l’économie numérique et des relations avec les institutions constitutionnelles.
Lors du premier congrès, du 10 au 11 avril 2015, il est élu sans surprise président de l'UPG avec 94 % des voix.
Candidat sous couvert de l'UPG, il finit 3e à l'élection présidentielle gabonaise du 27 août 2016 avec 0,53 % des voix.
Le 2 octobre 2016, il est nommé Vice-premier Ministre, Ministre de l’Urbanisme, de l’Habitat social et du Logement du nouveau gouvernement d'ouverture d'Emmanuel Issoze-Ngondet.
A son arrivée au minsitère de l'Habitat, il déclare "Le foncier est un problème au Gabon. Les Gabonais sont appelés à tous avoir des titres fonciers. L’objectif de ce projet est de permettre d’identifier les occupants de terres sur toute l’étendue du territoire national » et promet la construction de 10000 logements par an aux gabonais.
Le 27 décembre comme première action il fait expulser les squatters de la cité Angondjé, il poursuit en expulsant les squatters de la cité Bikélé le 7 décembre 2016.
A la mi-janvier 2017 il suspend Juste Valère Okologo de ses fonctions le directeur général de la Société nationale immobilière mais ce dernier reste en poste, le vice premier ministre est publique ment désavoué mais le vice premier ministre reste en poste.
Le 3 février 2017 à la suite d'une sortie sur les suspensions de salaires des enseignants grévistes, il se fait recadrer  par le ministre de la communication et porte parole du gouvernement Billie-By-Nze mais Bruno Ben Moubamba est écœuré mais reste en poste.
Le 23 juin 2017 Sans langue de bois, Alain-Claude Billie-By-Nzé pense qu’une question essentielle se pose aujourd’hui sur Bruno Ben Moubamba : « Est-ce qu’en définitive ce compatriote est normal ? Derrière cette question se pose une autre : a-t-il des aptitudes pour être à ce niveau de responsabilités ? » Alain-Claude Billie-By-Nzé rajoute : « Je pense qu’il serait temps que chacun retrouve ses esprits. Si pour avoir fait 1% à la présidentielle, on doit insulter la terre entière, qu’en aurait-il été s’il avait fait 2% ? Il faut qu’il se souvienne que c’est le chef de l’Etat qui a voulu qu’il soit là. Ce n’est pas son score à la présidentielle qui est essentiel, c’est parce qu’il est Gabonais qu’on a voulu qu’il ait une opportunité de contribuer, comme tout le monde, comme nous tous, à la marche du pays ». Bruno Ben Moubamba malgré les propos extrêmement durs reste au gouvernement.
Le 21 août 2017 il est reconduit dans ses fonctions dans le deuxième gouvernement Emmanuel Issoze-Ngondet mais est rétrogradé en passant de vice premier ministre à ministre d'état. Il déclare lors de sa nomination sur sa page Facebook en parlant de lui à la troisième personne du singulier "Il n'est pas dit à ce stade que Bruno Ben Moubamba acceptera sa position d'autant plus qu'un délégué directement rattaché au Premier ministre va lui être accolé" mais sans surprise il accepte sa position.
Dans la foulée de sa nomination, il se rend dans la Nyanga où il espère être élu député en 2018 et déclare : « Je dis à mes frères et sœurs du Parti démocratique gabonais (PDG, au pouvoir) que pour le bien du président, je vais exercer un leadership responsable de la province de la Nyanga, une des provinces les plus riches du Gabon ».

## Récompenses
En mai et juin 2009, il est décoré de la médaille d’or de l’Étoile européenne du dévouement civil et militaire et de la médaille d’or de la Ligue universelle du bien public pour son engagement humanitaire et politique au Gabon.